# 人生複本 (電視劇)
《人生複本》（英語：Dark Matter），是一部2024年播出的美國科幻電視劇，改編自布萊克·克勞奇的同名小說，並由克勞奇親自開發和編劇，喬爾·埃哲頓、珍妮佛·康納莉、艾莉絲·布拉加、吉米·辛普森、奥克斯·弗格雷和戴奧·歐柯奈伊主演，並于2024年5月8日在Apple TV+上首播。

## 演員

### 主演
- 喬爾·埃哲頓 飾演 傑森·戴申（Jason Dessen）
- 珍妮佛·康納莉 飾演 丹妮樂·戴申（Daniela Dessen）
- 艾莉絲·布拉加 飾演 阿曼達（Amanda）
- 吉米·辛普森 飾演 萊恩（Ryan）
- 奥克斯·弗格雷 飾演 查理·戴申（Charlie Dessen）
- 戴奧·歐柯奈伊（英语：Dayo Okeniyi） 飾演 禮頓（Leighton）

### 常設
- 艾曼達·布魯蓋爾（英语：Amanda Brugel） 飾演 布萊爾（Blaire）

## 製作
2020年12月，Apple TV+宣佈會將布萊克·克勞奇的科幻小說《人生複本》改編成電視劇，並由克勞奇親自開發和編劇。該劇於2022年3月獲開綠燈，Apple宣佈預訂九集，並將會由喬爾·埃哲頓主演、路易斯·賴托瑞執導頭四集。2022年9月，珍妮佛·康納莉、艾莉絲·布拉加、吉米·辛普森、奥克斯·弗格雷和戴奧·歐柯奈伊宣佈參演。同年12月，艾曼達·布魯蓋爾宣佈將會出演常設角色。
主體拍攝於2022年10月4日在芝加哥展開，並在2023年4月殺青。

## 外部連結
- 互联网电影数据库（IMDb）上《人生複本》的资料（英文）